# Relations entre l'Abkhazie et le Venezuela
Les relations entre l'Abkhazie et l'Ossétie du Sud constituent les relations étrangères bilatérales entre la république d'Abkhazie et la république bolivarienne du Venezuela.
Le Venezuela reconnaît l'Abkhazie, ainsi que l'Ossétie du Sud, le 10 septembre 2009, près de dix ans après que le pays ait déclaré son indépendance de la Géorgie en 1999. Le Venezuela est le troisième État à reconnaître l'Abkhazie et l'Ossétie du Sud, après la Russie et le Nicaragua.
Lors de la crise présidentielle vénézuélienne de 2019, le président par intérim Juan Guaidó prévoit de retirer la reconnaissance de l'Abkhazie et de l'Ossétie du Sud et d'améliorer les relations avec la Géorgie une fois qu'un nouveau gouvernement sera créé.

## Reconnaissance par le Venezuela de l'indépendance de l'Abkhazie
Le président vénézuélien Hugo Chávez annonce que son gouvernement reconnait l'Abkhazie et l'Ossétie du Sud lorsqu'il est accueilli par le président russe Dmitri Medvedev à Moscou. Chávez annonce également que des relations diplomatiques formelles seront établies avec les deux républiques. Les relations entre l'Abkhazie et le Venezuela sont déjà bonnes avant la reconnaissance. Le député de l'Assemblée nationale du Venezuela, Luis Tascón Gutiérrez, se rend en Abkhazie en novembre 2006 et déclare que l'Abkhazie a des amis au Venezuela, et que le pays sud-américain soutiendra sa quête d'indépendance. Le président Chávez défend également la reconnaissance par la Russie de l'Abkhazie et de l'Ossétie du Sud en août 2008, déclarant que "la Russie a reconnu l'indépendance de l'Abkhazie et de l'Ossétie du Sud. Nous soutenons la Russie. La Russie a raison et défend ses intérêts".
À la suite de l'annonce de la reconnaissance, le président abkhaze Sergueï Bagapch répond : « Nous avons toujours regardé le Venezuela et certains autres pays d'Amérique latine avec espoir. Une délégation abkhaze est maintenant à Caracas après avoir visité Cuba et le Nicaragua, où ils ont reçu un accueil et un soutien chaleureux. ». Le ministère géorgien des Affaires étrangères condamne la décision du gouvernement vénézuélien, qualifiant le président Chávez de "dictateur" dans une déclaration officielle faite plus tard le même jour.

## Relations diplomatiques
L'Abkhazie et le Venezuela établissent des relations diplomatiques en désignant des ambassadeurs. L'ambassadeur du Venezuela en Abkhazie réside à Moscou.
Le 11 juillet 2010, l'ambassadeur extraordinaire et plénipotentiaire du Venezuela Hugo Jose Garcia Hernandez présente ses lettres de créance au ministre abkhaze des affaires étrangères Maxim Gvinjia, puis le 12 juillet au président Bagapch. Un document officiel sur l'établissement de relations diplomatiques est signé le 23 juillet lors d'une visite d'État du président Bagapch au Venezuela. Le 6 décembre, l'ambassadeur extraordinaire et plénipotentiaire de la république d'Abkhazie Zaur Gvajava présente ses lettres de créance au vice-président vénézuélien Elías Jaua.
Le 3 septembre 2015, le nouvel ambassadeur du Venezuela, Juan Vicente Paredes Torrealba, présente ses lettres de créance au ministre des Affaires étrangères Viacheslav Chirikba et au président Raul Khajimba,.

## Rencontres
Une réunion entre les vice-ministres des Affaires étrangères des deux gouvernements se déroule en septembre 2009, elle porterait sur la coopération politique et économique. L'Abkhazie demande au Venezuela de créer une plate-forme de lobbying pour la reconnaissance de l'indépendance de l'Abkhazie en Amérique latine.
Du 21 au 25 juillet 2012, une délégation abkhaze conduite par le président Bagapch se rend au Venezuela après un séjour similaire au Nicaragua, en compagnie d'une délégation d'Ossétie du Sud. La visite vise à promouvoir la reconnaissance internationale de l'Abkhazie et à élargir les relations du pays en Amérique latine et dans les Caraïbes. Le Premier ministre d'Abkhazie, Sergueï Shamba, déclare: "Nous pensons que les pays qui respectent l'autorité de Chavez en tant que leader régional suivront.",. Le 22 juillet, les présidents d'Abkhazie et d'Ossétie du Sud sont déclarés invités d'honneur du Venezuela et reçoivent symboliquement les clés de la ville de Caracas. Le 23 juillet, des accords sont signés sur le début de la coopération, sur l'établissement de relations diplomatiques, sur l'amitié et la coopération, et sur le dialogue politique. Le président Bagapch invite également l'entreprise pétrolière vénézuélienne PDVSA à investir en Abkhazie, cela est considéré comme une tentative de réduire la dépendance de l'Abkhazie vis-à-vis de la Russie. Les accords de coopération sont ratifiés par l'Assemblée nationale du Venezuela le 14 octobre. Le traité de coopération et d'amitié entre officiellement en vigueur le 29 octobre 2012.
En 2019, le président abkhaze Raul Khadjimba se rend au Venezuela à la tête d'une délégation de son pays. Il assiste à l'investiture de Nicolás Maduro au poste de président vénézuélien.